# Plaza Intendente Alvear

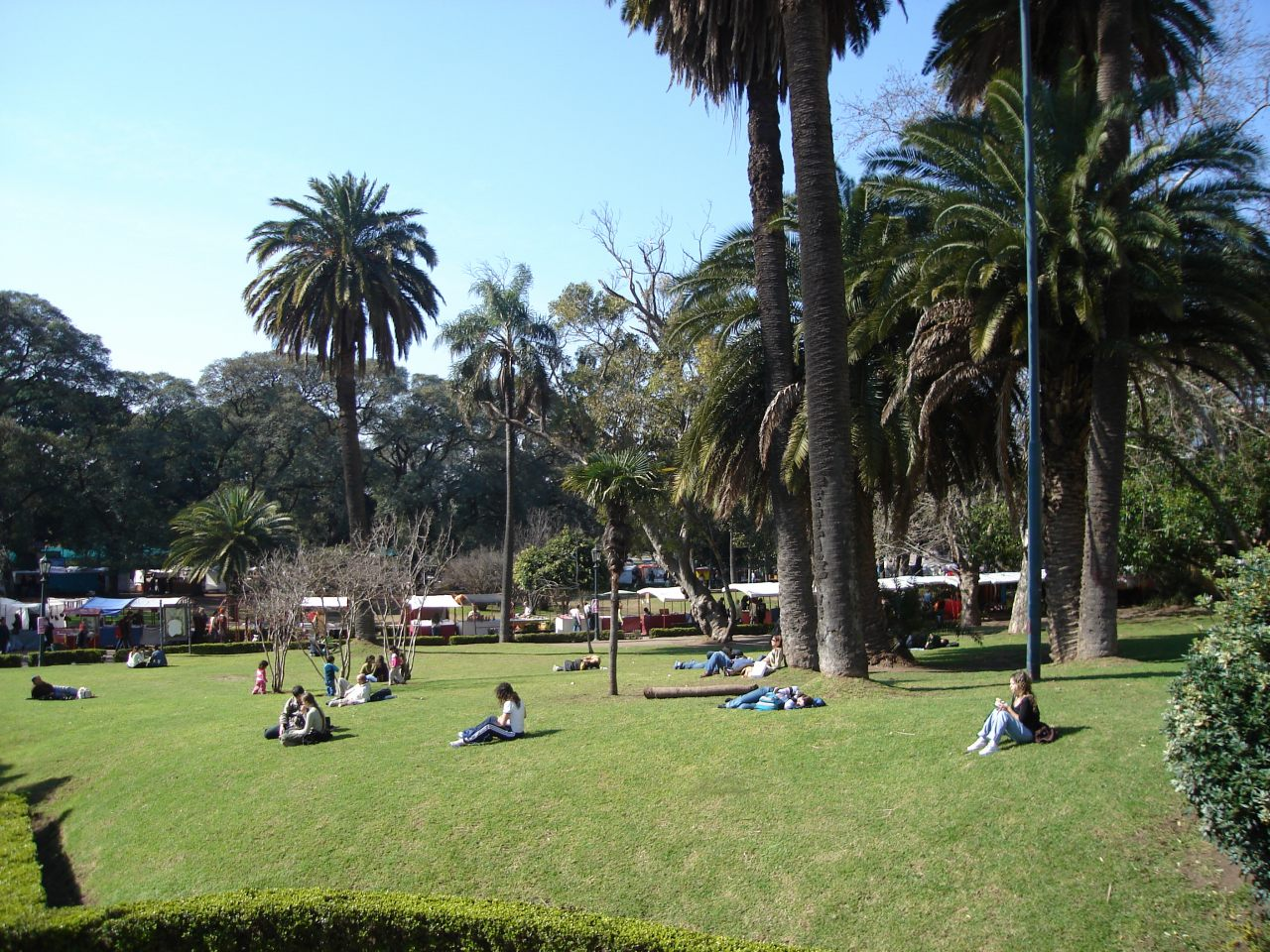
Parte de Plaza Intendente Alvear, al fondo la feria de artesanos.

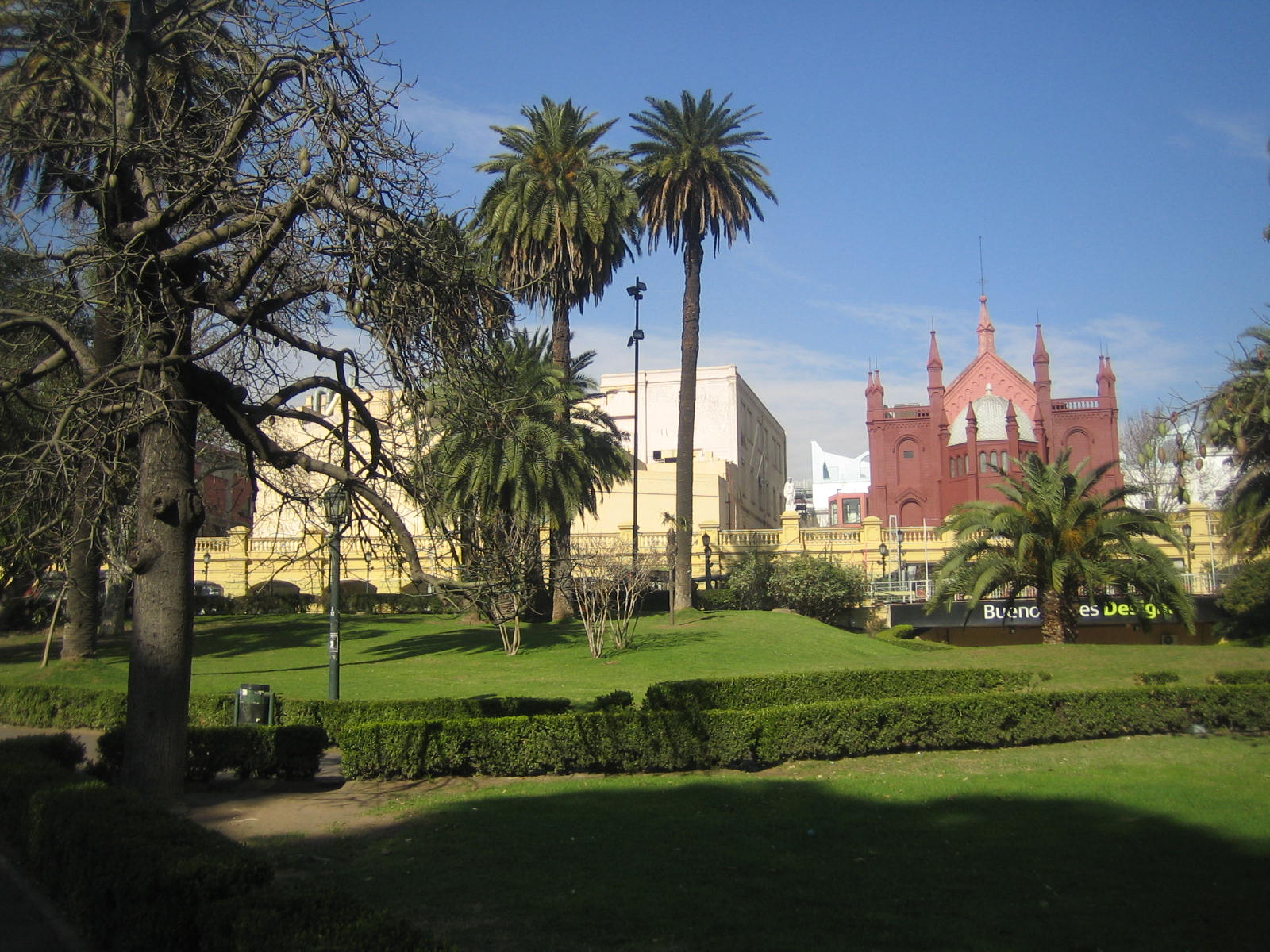
Vista de la plaza desde la esquina de Avenida del Libertador y Avenida Sarmiento.

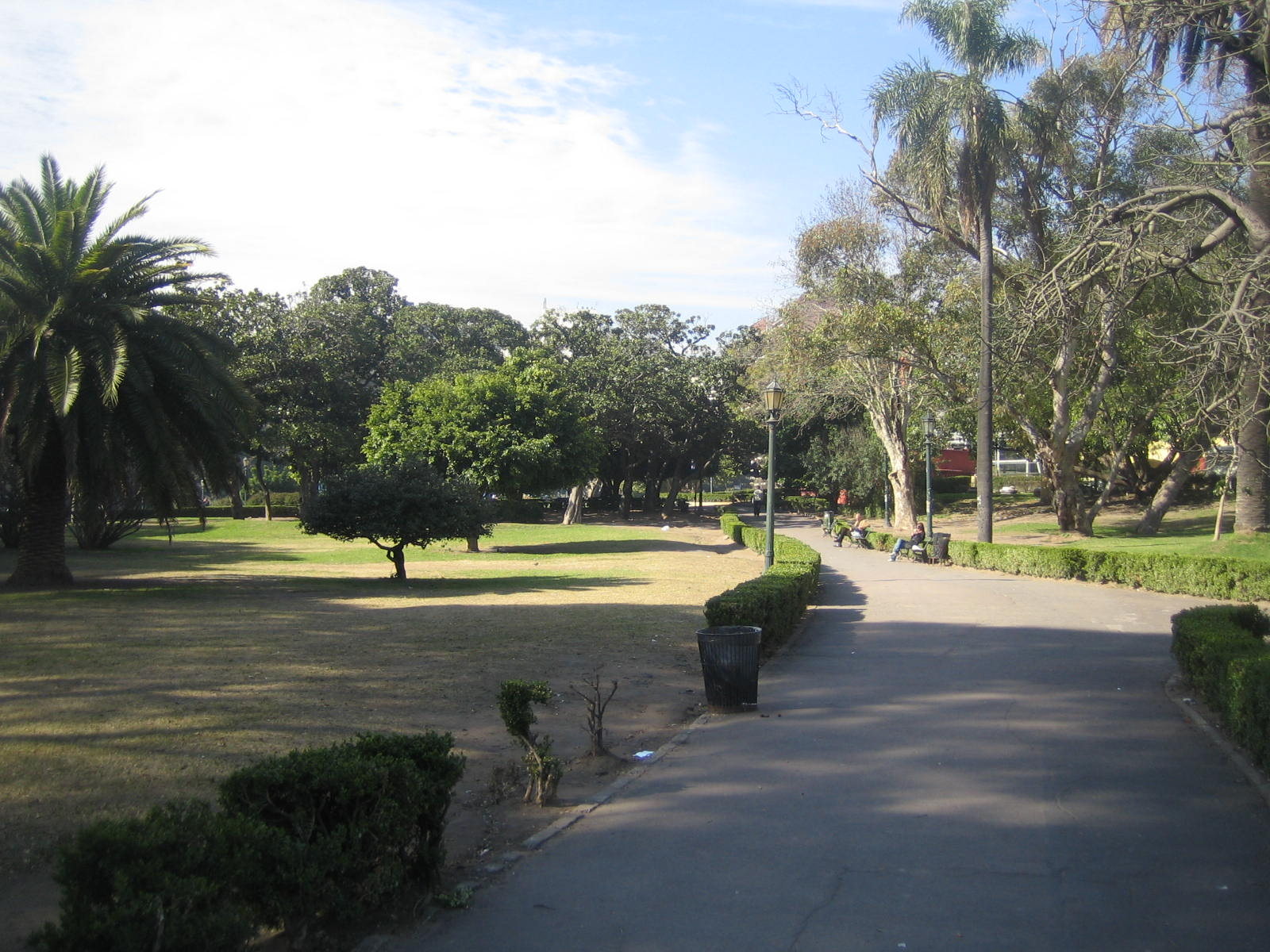
Vista de uno de los caminos de la plaza.

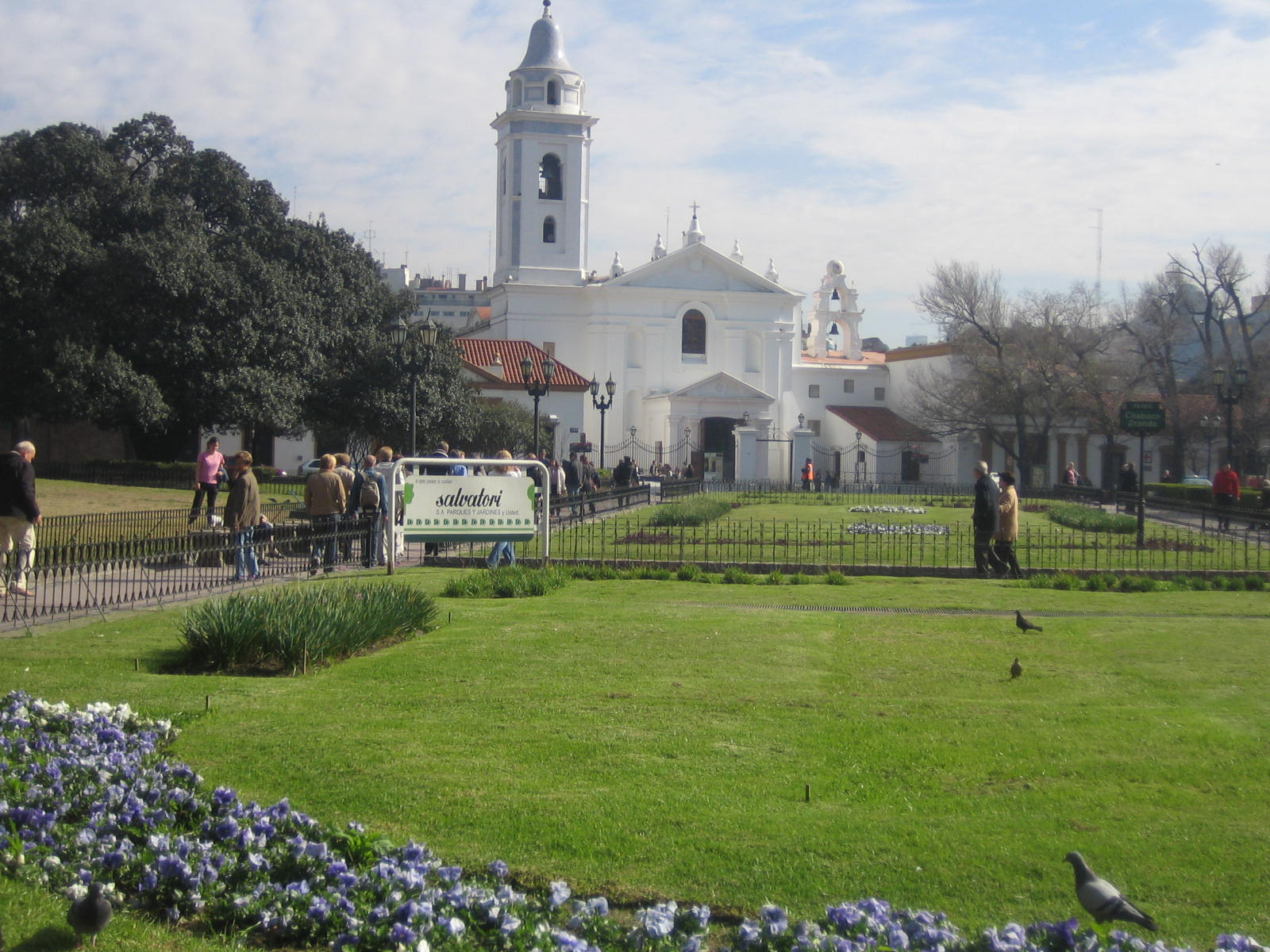
Vista de la Basílica Nuestra Señora del Pilar al costado oeste de la plaza.

Vista de la Plaza Intendente Alvear desde la Avenid Alvear en 1885. Se aprecia en primer plano la Gruta de la Recoleta construida durante la intendencia de Torcuato de Alvear. En el fondo se ve la fachada del Asilo General Viamonte.

Plaza Intendente Alvear, errónea pero comúnmente conocida como Plaza Francia - debido a que la verdadera Plaza Francia está ubicada al costado de ésta- es una tradicional plaza del barrio de Recoleta, una de las zonas de mayor poder adquisitivo de la ciudad de Buenos Aires, en Argentina, que se  encuentra delimitada por las avenidas Pueyrredón, Del Libertador, Alvear, Quintana y la calle Junín. y que conmemora a Torcuato de Alvear, el primer Intendente que tuvo la Capital Federal. En su extremo oeste es continuada por la Plaza Juan XXIII, que limita con el Cementerio de la Recoleta. 

## Origen de la confusión del nombre
Los habitantes de la ciudad de Buenos Aires la conocen como Plaza Francia, cuando en realidad la Plaza Francia se encuentra justo en frente a esta, del otro lado de la Avenida Pueyrredón. La confusión de nombres surge a raíz de que la feria artesanal de los años '60 que estaba originalmente en la Plaza Francia y luego fue mudada a la Plaza Intendente Alvear. La gente siguió llamando a la feria artesanal "Feria de Plaza Francia" aunque ya no estaba más en dicha plaza y luego finalmente se comenzaron a confundir los nombres de la feria con el de la plaza.

## Historia

### Períodos colonial y nacional
La historia de la Plaza Intendente Alvear se remonta al siglo XVIII, cuando los frailes Recoletos descalzos de la Congregación Franciscana se instalaron en su lugar actual, al oeste de la actual Plaza Alvear. La Iglesia del Pilar fue abierta al público en 1732, y en 1822 el ministro Bernardino Rivadavia inauguró el Cementerio del Norte, hoy de la Recoleta, ampliado a su tamaño actual en 1829, por el gobernador Manuel Dorrego. Para comienzos del siglo XIX, las tierras de la actual Plaza Alvear eran propiedad de Martín de Altolaguirre, un botánico distinguido que plantó árboles frutales y plantas exóticas, y su familia.
Luego de la Independencia Nacional, los frailes recoletos organizaban en la actual plaza las "Fiestas de la Recoleta", también conocidas como "Romerías", que se desarrollaban desde el 12 de octubre, Día de Nuestra Señora del Pilar, y duraban una semana. Para los aniversarios del 25 de mayo se hacían rifas, pruebas de destreza, globos y fuegos de artificio.
Por las noches, el lugar se convertía en territorio de compadritos, “matarifes”, lavanderas, negros, cocheros, peones, changadores y "gente de ocio", como se decía en el siglo XIX. Las fiestas muchas veces conducían a situaciones de descontrol que podían terminar en enfrentamientos y asesinatos en público.
En 1858, parte del viejo convento recoleto fue transformado en el Asilo de Mendigos, que funcionó en los edificios coloniales hasta que en 1882, el presidente de la corporación municipal, Torcuato de Alvear, ordenó su ampliación y remodelación para darle su actual aspecto italiano.

### La creación del Paseo de la Recoleta

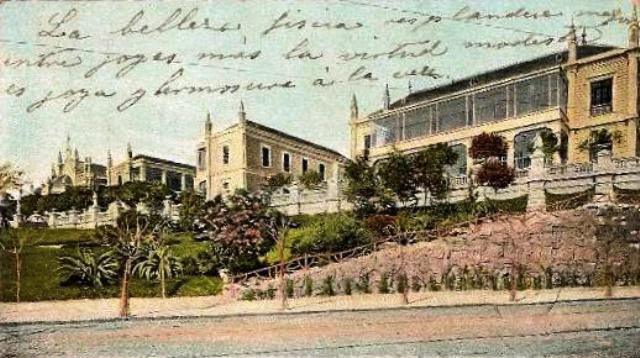
El antiguo Asilo Viamonte y la Plaza Alvear, hacia 1900.

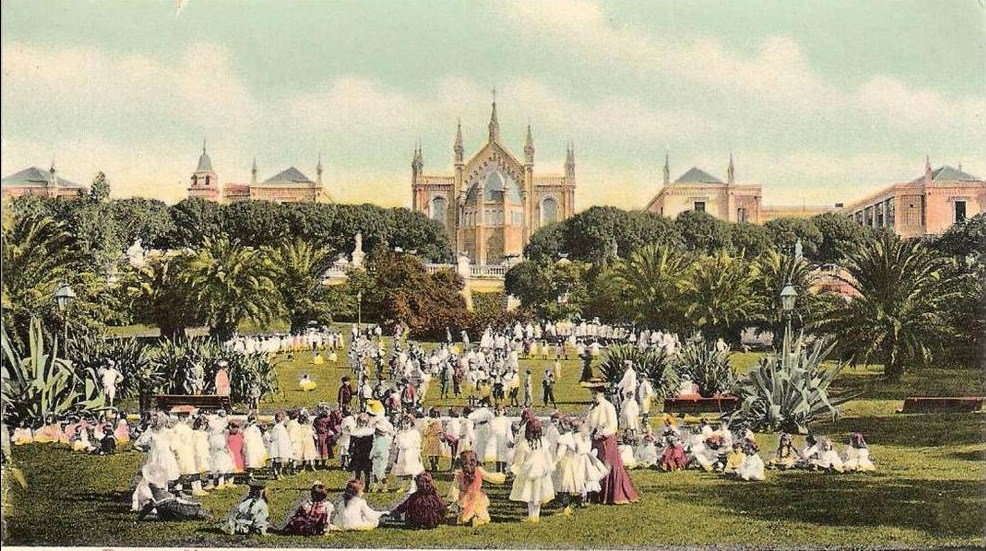
Famosa postal del 1900: un jardín de infantes juega en la plaza. De fondo, el Asilo de Ancianos (hoy parte del Centro Cultural Recoleta).

En 1883 se creó el puesto de Intendente de Buenos Aires, y Alvear fue el primero en tomar el cargo. Desde su nueva posición, impulsó la transformación de la zona en el Paseo de la Recoleta, diseñado por el ingeniero italiano Juan Antonio Buschiazzo, que estaba a cargo del Departamento de Ingenieros de la nueva Municipalidad.
Buschiazzo no solamente fue el encargado de remodelar la fachada del viejo Asilo de Mendigos, sino que además construyó el pórtico del Cementerio de la Recoleta y diseñó los paseos de la nueva plaza, nivelando las calles, plantando especies y decorando el antiguo muro del asilo para darle su aspecto actual, con estatuas colocadas sobre su baranda.
En el nuevo Paseo de la Recoleta se construyeron grutas y caminos, se colocaron bancos y fuentes, se demolieron y desplazaron los ranchos y casillas que ocupaban la zona hasta ese momento. La Recoleta fue uno de los primeros paseos públicos que tuvo Buenos Aires, luego del Parque 3 de Febrero (inaugurado en 1874), y esto ayudó a que las familias de la clase alta eligieran cada vez más esta zona para la construcción de sus nuevos palacetes, cada vez más enriquecidas por la exportación de materias primas.
Con la muerte del Intendente Alvear en 1890, la Municipalidad decidió darle su nombre al Paseo de la Recoleta, y construyó el monumento que homenajea a su antecesor Carlos María de Alvear, así como una columna en homenaje a Torcuato. La Avenida que llegaba al paseo, antes conocida como Calle Larga, y cada vez más elegida por las familias ricas para instalarse, también fue llamada “Alvear” en homenaje al intendente fallecido que dio todo el impulso a la zona.

### Década de 1960
Promediando la década de 1960, un reducido grupo de jóvenes músicos y artistas, que luego daría origen al rock argentino, comenzó a reunirse en la plaza, luego de salir de La Cueva, un precario local musical ubicado en las cercanías (Av. Pueyrredón 1723), para amanecer tocando rock & roll.[cita requerida] Algunos de esos artistas fueron Litto Nebbia, Ciro Fogliatta, Carlos Mellino, Alejandro Medina, Javier Martínez, Pajarito Zaguri, Mauricio Birabent (luego conocido como Moris), Francis Smith, Miguel Abuelo, Tanguito, Pappo, Oscar Moro y los periodistas y poetas fundacionales del rock argentino Pipo Lernoud y Miguel Grinberg.
Ese ambiente llevó a que comenzaran a frecuentar Plaza Francia los jóvenes que adherían a los nuevos valores éticos y estéticos relacionados con el rock, la revolución sexual, el movimiento hippie y el flower power que caracterizaron la contracultura juvenil de la segunda mitad de la década de 1960 y primera de los años 70.
Como parte de ese movimiento contracultural, un cada vez más numeroso grupo de jóvenes artesanos comenzó a exponer y vender artesanías. La aceptación masiva de esos productos por las personas y familias que paseaban los fines de semana por la plaza, llevó a la expansión de los puestos artesanales hasta conformar lo que terminó siendo conocido como la «feria hippie» de Plaza Francia, por la pertenencia a este movimiento de la mayoría de sus miembros.

### Dictaduras militares
Las dictaduras militares que gobernaron el país entre 1966 y 1983 (con un breve interregno democrático entre 1973-1976) reprimieron duramente a los hippies e intentaron persistentemente desalojarlos de Plaza Francia. La canción "Violencia en el parque", compuesta por Emilio del Guercio e interpretada por Aquelarre en 1972, aunque está directamente referida al Parque Centenario alude a esa situación histórica. También de aquellos años data la costumbre de la policía de detener sin razón a los jóvenes que llevaban el pelo largo y cortárselo por la fuerza, aludido irónicamente por Miguel Cantilo al cantar «cuando guadañan mi pelo a la fuerza en un coiffeur de seccional» (Yo vivo en una ciudad, 1970).

### Vuelta a la democracia
Con la recuperación de la democracia en 1983, las persecuciones cesaron y la feria se institucionalizó, aunque en algunos casos los auténticos artesanos se quejan de la presencia de simples revendedores de mercadería y vendedores ambulantes.

## Feria de Artesanos

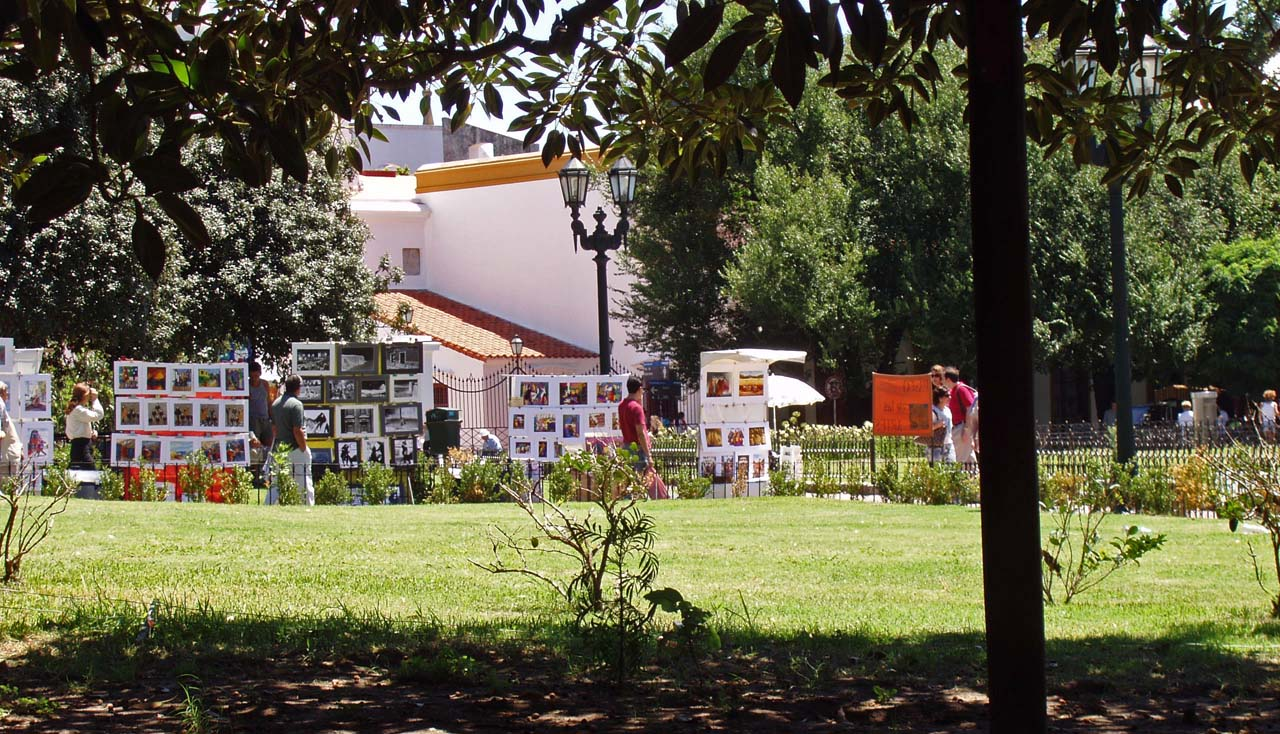
Parte de la feria de artesanos.

Los artesanos nucleados en la organización Interferias, deben pasar por un proceso de evaluación y registro para ser homologados como tales.
Los artesanos ubicados en la parte superior de la Plaza Intendente Alvear, lindera con el Paseo Chabuca Granda, son regularizados y fiscalizados por la Dirección de Defensa y Protección al Consumidor y su nombre técnico es "manualistas", siendo "artesanos" la denominación específica de los expositores sitos en la parte inferior del predio de la Plaza, dependientes del área de Cultura del gobierno porteño.
La parte superior de Plaza Intendente Alvear, fue concesionada en forma sucesiva a dos entidades de bien público, Fundación Porteña y Fundación Hospital Argerich; tras estos procesos que culminaron con la denuncia civil y penal de los administradores de la feria señores Spaccavento, Kahn, Brandón y Baldassarri, y la exdirectora del CGP 2 Norte Betania Aprile, los feriantes lograron su autogestión a través de un aval dado por el Gobierno de la Ciudad. En ambas secciones de la feria, puede encontrase todo tipo de artesanías y manualidades, muchas de ellas de altísima calidad; vitrofusión, cuero, restauración de libros, manufactura de sandalias y alpargatas, mates tallados, bisutería étnica, sahumerios, esencias, carteras de autor, velas artísticas, instrumentos musicales de pueblos originarios, fotografía y muchos más productos.

## Entorno del barrio

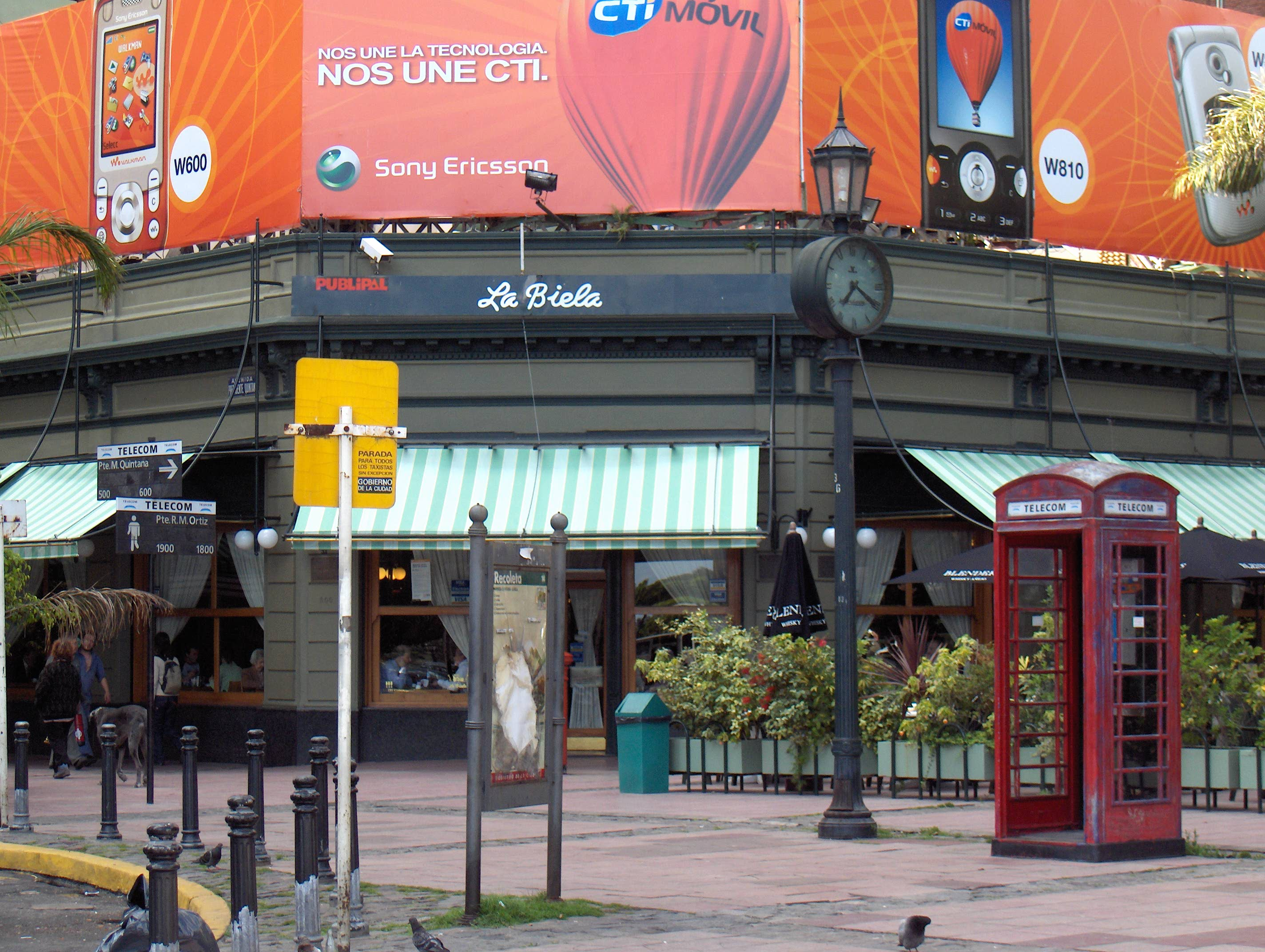
Bar "La Biela", es un bar representativo que se encuentra en frente a la plaza.

La plaza se encuentra dentro del barrio de la Recoleta, siendo este barrio de muy alto poder adquisitivo.

## Monumento al Intendente Torcuato María de Alvear
Al costado de la plaza se encuentra el Monumento al Intendente Torcuato María de Alvear, que da nombre a la plaza, el mismo es de un gran tamaño.